# Alfred J. Goulding
Pour les articles homonymes, voir Goulding.
Alfred J. Goulding (parfois crédité Alf Goulding) est un réalisateur et scénariste australien, né le 26 janvier 1886 à Melbourne (Australie), et mort d'une pneumonie le 25 avril 1972 à Hollywood, en Californie (États-Unis).

## Filmographie

### comme réalisateur
- 1917 : Harold à la rescousse (By the Sad Sea Waves)
- 1917 : L'Enlèvement (Bliss)
- 1917 : Tous à bord (All Aboard)
- 1917 : Un enfant s.v.p. (Bashful)
- 1917 : Step Lively
- 1918 : A Gasoline Wedding
- 1918 : Photographe malgré lui (Look Pleasant, Please)
- 1918 : Voilà l'plaisir, mesdames (Let's Go)
- 1918 : L'Hôtel du chahut-bahut (On the Jump)
- 1918 : Follow the Crowd
- 1918 : Pipe the Whiskers
- 1918 : Lui fait du cinéma (Hey There!)
- 1918 : Lui maître d'hôtel (Kicked Out)
- 1918 : Feux croisés (Two-Gun Gussie)
- 1918 : Harold apprenti pompier (Fireman Save My Child)
- 1918 : Somewhere in Turkey (en)
- 1918 : Lui chez les contrebandiers (An Ozark Romance)
- 1918 : Kicking the Germ Out of Germany (en)
- 1918 : Lui fait un beau mariage (Bride and Gloom)
- 1918 : Lui professeur de danse (Swing Your Partners)
- 1918 : Take a Chance
- 1919 : Charlie, the Little Daredevil
- 1919 : Charlie in Turkey
- 1919 : Les Agréments du ménage (The Dutiful Dub)
- 1919 : Une idylle à la ferme (Crack Your Heels)
- 1919 : Un fameux régisseur (Ring Up the Curtain)
- 1919 : Lui et La Señorita Carapatos (Si, Senor)
- 1919 : Un, deux, trois... partez ! (The Marathon)
- 1919 : Pistols for Breakfast (en)
- 1919 : Lui, sur le tramway (Off the Trolley)
- 1919 : A Pair of Deuces
- 1919 : Lui et La Belle Selika (Never Touched Me)
- 1919 : Une folle équipée (Count Your Change)
- 1919 : Charlie, the Hero
- 1919 : Heap Big Chief (en)
- 1919 : Don't Shove
- 1919 : Beaucitron défenseur de l'ordre (Start Something)
- 1919 : Beaucitron et Le Sous-marin (All at Sea)
- 1919 : A Tight Fix
- 1919 : De la coupe aux lèvres ou La Vertu récompensée (From Hand to Mouth)
- 1920 : Le Double Enlèvement (Don't Weaken)
- 1920 : Beaucitron dentiste (The Dippy Dentist)
- 1920 : Beaucitron dans l'ascenseur (The Floor Below)
- 1920 : Beaucitron artiste peintre (Fresh Paint)
- 1920 : Le Manoir hanté (Haunted Spooks)
- 1920 : Bien boire et laisser dire (Drink Hearty)
- 1920 : Beaucitron et Les Fantômes (Grab the Ghost)
- 1920 : Le Galant Commandant (Any Old Port)
- 1920 : Beaucitron fait un tour au bois (Go As You Please)
- 1920 : Doing Time
- 1920 : Pack Your Car
- 1920 : Beaucitron au harem (Insulting the Sultan)
- 1920 : Cash Customers
- 1921 : Beaucitron et La Bonne Lotion (Open Another Bottle)
- 1921 : The Morning After
- 1921 : Pas d'enfants (No Children)
- 1921 : Beaucitron n'a peur de rien (Big Game)
- 1921 : Stealin' Home
- 1921 : High Life
- 1921 : Rough Seas
- 1921 : Brownie's Baby Doll
- 1921 : Mama's Cowpuncher
- 1921 : Sea Shore Shapes
- 1921 : Trolley Trouble
- 1921 : The Nervy Dentist
- 1921 : Playing Possum
- 1921 : Get-Rich-Quick Peggy
- 1921 : A Family Affair
- 1922 : The Freshman
- 1922 : Shipwrecked Among Animals
- 1922 : The Touchdown
- 1922 : Upper and Lower
- 1922 : The Rubberneck
- 1922 : Sic 'Em Brownie
- 1922 : Three Weeks Off
- 1922 : Some Class
- 1922 : Live Wires
- 1922 : Apartment Wanted
- 1922 : Short Weight
- 1922 : Hello, Mars
- 1922 : Rookies
- 1923 : Pleasure Before Business
- 1923 : Peggy fait du ciné (Peg o' the Movies)
- 1923 : Sweetie
- 1923 : The Kid Reporter
- 1923 : Taking Orders
- 1923 : Nobody's Darling
- 1923 : Carmen, Jr.
- 1923 : Miles of Smiles
- 1923 : Hansel and Gretel
- 1924 : Such Is Life
- 1924 : Peg o' the Mounted
- 1924 : Jack and the Beanstalk
- 1925 : Le Train de 6 heures 39 (Excuse Me)
- 1925 : Horace Greeley, Jr.
- 1925 : The White Wing's Bride
- 1925 : Don't (en)
- 1926 : Hot Cakes for Two
- 1926 : Gooseland
- 1926 : Muscle Bound Music
- 1926 : Smith's Picnic
- 1927 : Smith's Pets
- 1927 : Smith's New Home
- 1927 : Smith's Kindergarten
- 1927 : Smith's Fishing Trip
- 1927 : La Fierté de Pikeville (The Pride of Pikeville)
- 1927 : Smith's Candy Shop
- 1927 : Smith's Pony
- 1927 : Smith's Cook
- 1927 : Smith's Cousin
- 1927 : Smith's Modiste Shop
- 1928 : Smith's Holiday
- 1928 : Cours, ma fille (Run, Girl, Run)
- 1928 : Smith's Army Life
- 1928 : The Swim Princess
- 1928 : The Campus Carmen
- 1929 : The Naggers' Day of Rest
- 1929 : All at Sea
- 1929 : The Rodeo
- 1929 : Peaceful Alley
- 1929 : Toot Sweet
- 1929 : Grass Skirts
- 1929 : That Red-Headed Hussy
- 1930 : The Headache Man
- 1930 : Polished Ivory
- 1930 : Follow the Swallow
- 1930 : Good Morning Sheriff
- 1930 : Honk Your Horn
- 1930 : Prize Puppies
- 1931 : Hot Sands
- 1930 : Snakes Alive
- 1930 : The Eyes Have It
- 1930 : Hot News Margie
- 1930 : One Good Deed
- 1932 : Detectuvs
- 1932 : His Honor -- Penrod
- 1932 : Hot Dog
- 1932 : Penrod's Bull Pen
- 1932 : Tip Tap Toe
- 1932 : Hey, Pop! (en)
- 1932 : The Run Around
- 1933 : Knee Deep in Music
- 1933 : Bye-Gones
- 1933 : Buzzin' Around
- 1933 : Wrongorilla
- 1933 : How've You Bean? (en)
- 1933 : California Weather
- 1934 : A Torch Tango
- 1934 : When Do We Eat?
- 1934 : Wrong Direction
- 1934 : Derby Decade
- 1934 : A Blasted Event
- 1934 : Southern Style
- 1934 : Poisoned Ivory
- 1935 : An Old Spanish Onion
- 1935 : His Bridal Sweet
- 1935 : Would You Be Willing?
- 1935 : Ticket or Leave It
- 1935 : My Girl Sally
- 1935 : Double Crossed
- 1935 : A Night at the Biltmore Bowl
- 1935 : Bring 'Em Back a Lie
- 1935 : Home Work (+ producteur)
- 1935 : Tuned Out
- 1936 : Plus on est de fous (en) (One Good Turn)
- 1936 : Everything Is Rhythm
- 1937 : Splinters in the Air
- 1937 : Sam Small Leaves Town
- 1937 : The Gang Show
- 1940 : Les As d'Oxford (A Chump at Oxford)
- 1940 : Olympic Honeymoon
- 1942 : A Yank in Australia (en)
- 1948 : Dick Barton: Special Agent
- 1948 : The Dark Road
- 1949 : The Adventures of Jane
- 1951 : Atoll K (non crédité)
- 1954 : The Devil's Jest
- 1959 : Laffing Time

### comme scénariste
- 1919 : Charlie in Turkey
- 1921 : Stealin' Home
- 1921 : High Life
- 1921 : Mama's Cowpuncher
- 1921 : Playing Possum
- 1922 : Shipwrecked Among Animals
- 1922 : Little Red Riding Hood (Little Red Riding Hood)
- 1923 : Sweetie
- 1924 : Jack et le Haricot magique (Jack and the Beanstalk)
- 1926 : Atta Boy
- 1927 : Should Men Walk Home?
- 1927 : The Honorable Mr. Buggs
- 1929 : The Big Palooka
- 1929 : Girl Crazy de Mack Sennett
- 1930 : Honk Your Horn
- 1935 : Would You Be Willing?
- 1935 : Double Crossed
- 1940 : Olympic Honeymoon (en)
- 1942 : A Yank in Australia (en)
- 1948 : Dick Barton: Special Agent
- 1949 : The Adventures of Jane
- 1959 : Laffing Time

### comme acteur
- 1917 : His Bomb Policy
- 1919 : Love's Young Scream
- 1922 : Little Red Riding Hood (Little Red Riding Hood)
- 1925 : Learning to Love : John le barbier
- 1942 : A Yank in Australia (en) de lui-même